# Shoi Sakaguchi
Shoi Sakaguchi (坂口 祥尉 Sakaguchi Shoi?), född 7 maj 1999 i Tokyo prefektur, är en japansk fotbollsspelare.
Sakaguchi började sin karriär 2016 i FC Tokyo.